# پارک گیفو

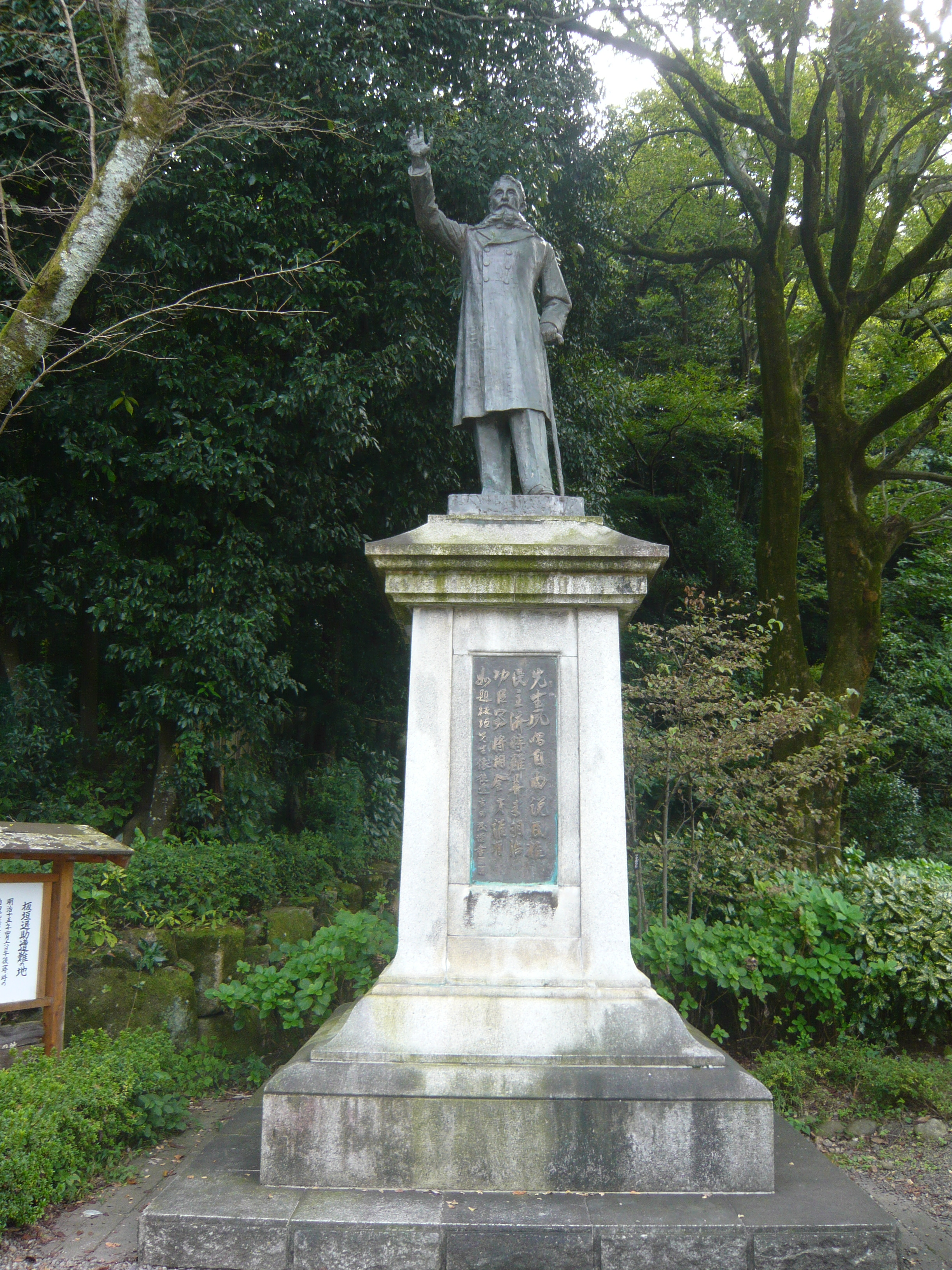
مجسمه ایتاگاکی تایسوکه در پارک

پارک گیفو (به ژاپنی: 岐阜公園 Gifu Kōen) یک پارک عمومی در دامنهٔ کوه کینکا است  که در شهر گیفو، استان گیفو، ژاپن قرار دارد. قلعه گیفو در این پارک واقع شده است.